# Hopliocnema brachycera
Hopliocnema là một chi bướm đêm thuộc họ Sphingidae, chỉ có một loài, Hopliocnema brachycera, được tìm thấy ở Queensland, Victoria và New South Wales.
Thân màu xám khói, đầu và ngực đồng nhất màu.